# Олдбой (фильм, 2003)
«Олдбо́й» (кор. 올드보이) — южнокорейский драматический детектив, вторая часть «трилогии о мести» режиссёра и сценариста Пака Чхан Ука. Первый фильм трилогии — «Сочувствие господину Месть» (2002), последний — «Сочувствие госпоже Месть» (2005). В основу сценария фильма легла одноимённая манга японских авторов Гарона Цутии и Нобуаки Минэгиси. Премьерный показ состоялся 21 ноября 2003 года в Южной Корее, в России — 18 ноября 2004 года. При бюджете в 3 млн долларов сборы во всём мире составили 15,4 млн долларов. В российский прокат фильм вышел под транслитерированным названием «Олдбой» и под тем же названием был издан на DVD.
Фильм удостоен Гран-при Каннского кинофестиваля 2004 года. Председатель жюри Квентин Тарантино назвал фильм «абсолютным шедевром» и голосовал за его награждение «Золотой пальмовой ветвью», но для приза фильму не хватило одного голоса члена жюри.
В Корее фильм удостоился награды «Большой колокол» (южнокорейский аналог «Оскара») за «Лучшего режиссёра», «Лучшего актёра», «Лучшую музыку», «Лучший монтаж» и «Лучший свет». Фильм занял восемнадцатое место в списке журнала Empire «100 лучших фильмов мирового кинематографа». В 2008 году зрители американского телеканала CNN назвали «Олдбой» одним из десяти лучших азиатских фильмов в истории.
В 2013 году вышел американский ремейк фильма. Исполнитель главной роли в оригинальном фильме Чхве Мин Сик в 2008 году заявил французским репортёрам, что он разочарован политикой Голливуда оказывать давление на азиатских и европейских режиссёров с целью создания ремейков иностранных фильмов в США.

## Сюжет
Действие фильма начинается в 1988 году. Обыкновенный и ничем не примечательный бизнесмен по имени О Дэ Су (Чхве Мин Сик) в день рождения своей трёхлетней дочери по пути домой напивается, начинает хулиганить и попадает в полицейский участок. Из участка его под своё поручительство забирает друг детства Чжу Хван (Чи Дэ Хан). Пока Чжу Хван звонит домой жене О Дэ Су, тот пропадает. Неизвестные похищают его и помещают в камеру частной тюрьмы, работники которой специализируются на таких заключениях. Тюрьма находится (как позже узнаёт герой) на «седьмом с половиной» этаже. Камера состоит из комнаты и санузла, в ней есть телевизор, но нет окон.
О Дэ Су проводит в заточении пятнадцать лет. Телевизор составляет основную часть его досуга. Через год О Дэ Су узнаёт из телевизионных новостей, что его жена убита, и главным подозреваемым в преступлении является он, так как в квартире найдены его свежие следы. Улики, как понимает О Дэ Су, фальсифицированы тюремщиками. От длительного одиночества у заключённого начинаются галлюцинации. Все пятнадцать лет О Дэ Су через окошко в двери подают одну и ту же пищу: кёджа (пельмени) и чай. Время от времени в камере начинает играть музыка, и в это время через вентиляцию в камеру пускают газ Колокол-1, содержащий валиум, после чего тюремщики убирают комнату и стригут заключённому волосы и ногти. Первоначальные вспышки ярости сменяются у О Дэ Су приступами меланхолии и безразличием, а затем ожесточённостью. Любые попытки самоубийства пресекаются — тюремщики следят за каждым шагом О Дэ Су. Заключённый изнуряет себя тренировками и пытается освоить приёмы боя, боксируя со стеной. Он записывает в тетради все свои поступки, за которые он мог быть наказан, и перечисляет всех своих возможных недоброжелателей.
О Дэ Су удаётся утаить «лишнюю» металлическую палочку для еды, с помощью которой он пытается проделать в стене отверстие. В тот день, когда ему удаётся, наконец, просунуть руку на улицу, его усыпляют и отпускают. Он приходит в себя на крыше жилого дома, куда его принесли в огромном чемодане, и решает во что бы то ни стало отомстить своему обидчику и понять, почему же всё это с ним произошло.
На улице неизвестный приносит ему кошелёк, полный денег, и сотовый телефон. О Дэ Су отправляется в японский ресторан, где знакомится с приветливой девушкой Ми До (Кан Хё Чжон), работающей там поваром. О Дэ Су кажется, что он уже где-то встречал эту девушку, Ми До говорит ему, что, возможно, он видел её по телевизору на кулинарной программе. Тем временем на мобильный О Дэ Су звонит незнакомец и предлагает ему выяснить, почему он был подвергнут заключению. После того, как мужчина вешает трубку, О Дэ Су падает без сознания и приходит в себя в квартире своей новой знакомой. Это объясняется тем, что, несмотря на изнурительные тренировки, иммунитет О Дэ Су оказался слаб. Прочитав дневник О Дэ Су и узнав о его 15-летнем заключении, Ми До решает помочь О Дэ Су в поисках его похитителей. Вместе они отправляются на поиски ресторана с названием «Голубой дракон», где, предположительно, тюремщики заказывали еду для заключённых, но попытки не дают результата.
Однажды с Ми До вступает в контакт в чате некто, называющий себя Evergreen, и просит её передать привет О Дэ Су. После этого О, проследив за доставщиком из ресторана, наконец, находит частную тюрьму, в которой его держали. Там он обнаруживает кассету с записью, где говорится, что его посадили в тюрьму за то, что он «слишком много говорит». Дэ Су просит своего школьного приятеля Чжу Хвана, работающего в интернет-кафе, вычислить местонахождение Evergreen’а по его IP-адресу. Поиски увенчались успехом, и в итоге он сталкивается со своим врагом лицом к лицу. Похититель предлагает пари О Дэ Су — если тот узнает причину своего заточения в течение пяти дней, то похититель покончит с собой, если нет — убьёт женщину, которую любит Дэ Су — Ми До. В это время в квартиру к Ми До проникает Пак Чхоль Ун (хозяин частной тюрьмы) со своими сообщниками. Они связывают Ми До и хотят отомстить О Дэ Су за травмы, которые он нанёс им во время драки с молотком в тюрьме. В решающий момент Чхоль Уну звонит Evergreen и просит оставить О Дэ Су в покое, взамен предлагая крупную сумму денег. Чтобы избежать слежки и прослушивания, Дэ Су и Ми До прячутся в отеле, где проводят ночь вместе. Пока они спят под действием усыпляющего газа, к ним в номер проникает Evergreen и оставляет коробку с кистью Пака Чхоль Уна, которую сам Дэ Су намеревался отрезать за то, что она «касалась груди Ми До».
На следующий день О Дэ Су и Ми До приезжают в школу «Вечнозелёную», где раньше учился О. В выпускном альбоме Дэ Су находит фотографию своего похитителя — его зовут Ли У Чжин (Ю Чжи Тэ), и у него есть сестра по имени Ли Су А. Наконец, Дэ Су вспоминает день, когда он стал свидетелем того, как Ли У Чжин и Ли Су А занимались любовью на школьном складе. Он рассказал об увиденном своему приятелю Чжу Хвану, и на следующий день об этом говорила уже вся школа. Не в силах вынести это, Су А покончила с собой на глазах у своего брата.
О Дэ Су прячет Ми До у Пака, а сам приходит к Ли У Чжину, чтобы сообщить, что нашёл причину, по которой его держали в заключении, и теперь Ли должен умереть, как обещал. В свою очередь Ли У Чжин рассказывает Дэ Су о том, что нанял гипнотизёра, который дал О и Ми До установку полюбить друг друга. У Чжин открывает Дэ Су и другую тайну: Ми До — на самом деле дочь О, которую он не видел уже много лет. План У Чжина сработал, и теперь Дэ Су и Ми До оказались в похожей ситуации, что и он с сестрой. Ли У Чжин также сообщает Дэ Су, что Пак Чхоль Ун до сих пор работает на него — за отрезанную руку Ли купил Чхоль Уну новую частную тюрьму, и Ми До может узнать от него секрет в любой момент. Разъярённый О Дэ Су сначала пытается убить У Чжина, но потом начинает его умолять ни о чём не рассказывать Ми До, и в знак искупления своей вины отрезает себе язык. Ли У Чжин даёт команду начальнику тюрьмы отпустить Ми До и говорит Дэ Су, что теперь, когда тот во всём разобрался, он потерял смысл жизни, и, мысленно вернувшись в момент смерти своей сестры, выстреливает себе в голову.
Через некоторое время О Дэ Су обращается к знакомому гипнотизёру миссис Юн с просьбой дать ему гипнотическую установку забыть всё то, о чём он узнал в пентхаусе Ли У Чжина. Дэ Су приходит в себя в лесу, где его находит Ми До. Она говорит, что любит его, и Дэ Су расплывается в широкой улыбке, которая быстро сменяется выражением боли на лице, что ставит под сомнение то, что гипноз сработал.

## В ролях
| Актёр        | Роль                                     |
| ------------ | ---------------------------------------- |
| Чхве Мин Сик | О Дэ Су (русский дубляж: Максим Суханов) |
| Ю Чжи Тэ     | Ли У Чжин (русский дубляж: Гоша Куценко) |
| Кан Хё Чжон  | Ми До (русский дубляж: Лариса Руснак)    |
| Чи Дэ Хан    | Чжу Хван приятель О Дэ Су                |
| О Даль Су    | Пак Чхоль Ун хозяин частной тюрьмы       |
| Ким Ок Пён   | мистер Хан телохранитель У Чжина         |
| Юн Чжин Со   | Ли Су А сестра У Чжина                   |
| Ли Сон Син   | миссис Юн женщина-гипнотизёр             |
| О Тэ Кюн     | О Дэ Су в молодости                      |
| Ан Ен Сук    | Ли У Чжин в молодости                    |
| О Иль Хан    | Чжу Хван в молодости                     |
| О Хван Рок   | самоубийца                               |
| Ли Дэ Ён     | нищий                                    |

## История создания
«Начиная с древних мифов и кончая современной литературой, месть является самой популярной темой у писателей. Она интригует, поскольку каждый носит её в своем сердце, но в это же время она табуирована, и её трудно осуществить. Если в фильме «Сочувствие господину Месть» месть — зло, которое в финале приводит к катастрофе, то в „Олдбой“ её можно счесть полезной для душевного здоровья»
Исполнительный продюсер фильма Ким Дон Чжу купил права на японскую мангу за 11 тысяч евро и пригласил режиссёра Пака Чхан Ука и актёра Чхве Мин Сика. Впервые Пак прочитал мангу по рекомендации режиссёра Пона Чжун Хо, а когда его пригласили снимать по ней фильм, решил внести в историю существенные изменения. По словам Чхан Ука, у фильма общее с оригинальной мангой — только частная тюрьма и история человека, который заново рождается благодаря своему пленению, и тот факт, что злодей не прячется от своего врага.
Режиссёр хотел сделать фильм, который начинался бы с середины самого драматического момента всей истории, например, он мог бы начать его с середины сцены секса или с середины сцены драки. Первая сцена фильма — одна из самых любимых сцен Пака Чхан Ука, которую он когда-либо снял. В её создании ему очень помог актёр О Хван Рок, играющий самоубийцу.
Чхве Мин Сик, исполняющий роль О Дэ Су, шесть недель усиленно тренировался в спортзале и похудел на 10 кг, после чего сам выполнял почти все трюки на съёмках. На съёмки сцены массовой драки в коридоре тюрьмы ушло три дня, и в ней практически не использовалась компьютерная графика — на компьютере был нарисован лишь нож, торчащий из спины О Дэ Су. Ещё раз компьютерная графика была использована в сцене, где муравьи ползают по лицу и рукам О Дэ Су. Сцена с поеданием живого осьминога была снята за четыре дубля. Чхве Мин Сик — буддист, и перед тем, как его съесть, должен был помолиться. В Корее действительно едят живых осьминогов, как это делает главный герой, но перед этим их обычно режут на кусочки и приправляют соусом. Завоевав Гран-при на Каннском кинофестивале, режиссёр в публичной речи поблагодарил осьминога наравне с актёрами и съёмочной группой. В сцене танца О Дэ Су с игрушечными крыльями в полицейском участке Чхве Мин Сик попросил оператора, чтобы в кадр попали его ноги — он хотел сымитировать знаменитую «лунную походку» Майкла Джексона.
На роль Ли У Чжина режиссёр хотел найти актёра, который как можно меньше казался бы злым. Пак Чхан Ук первоначально хотел снять актёра Хана Сок Кю, который уже играл соперника героя Чхве Мин Сика в фильме «Шири», но в итоге на эту роль был выбран Ю Чжи Тэ, которого порекомендовал сам Чхве. Герой Ю Чжи Тэ предстаёт в фильме в образе верховного существа, неподвластного времени:

«На примере Мстителя, который действительно выглядит очень юно, хотя ему должно быть сильно за 40, я хотел показать, что происходит с человеком, который подчиняет всю свою жизнь одной цели. Он, по сути, не живёт и потому не стареет. Мститель вообще не вполне человек, по крайней мере, сам он себя таковым не считает. Мы сняли одну сцену — она не вошла в окончательную версию фильма, — в ней Мститель репетирует свой финальный разговор с О. Отрабатывает жесты, интонации, заранее планирует, что он будет говорить, в случае если разговор примет тот или иной оборот. Я её потом вырезал: не хотел, чтобы зритель раньше времени догадался, о чём будет этот последний решающий разговор. Но теперь даже жалею, потому что она многое объясняла».— Пак Чхан Ук
Кан Хё Чжон, исполняющая роль Ми До, была выбрана из 300 актрис. Режиссёр Ким Чжи Ун и актёр Соль Кён Гу, которые помогали Паку Чхан Уку при прослушивании, одобрили его выбор.
Финальная сцена в заснеженном лесу была снята в Новой Зеландии. В одном из интервью Пак Чхан Ук сказал, что намеренно сделал конец непонятным, чтобы зрители сами могли поразмыслить о том, сумел О Дэ Су похоронить свои воспоминания или нет.

## Каннский кинофестиваль
Мировая премьера фильма состоялась на Каннском кинофестивале, где он был удостоен Гран-при. «Олдбой» — первый фильм режиссёра, попавший в основную конкурсную программу фестиваля. Председатель жюри Квентин Тарантино дал крайне высокую оценку фильму и признался, что плакал во время его просмотра:

«Это был лучший фильм фестиваля. Мне кажется, это абсолютный шедевр — подобные появляются раз в десять лет, не чаще. Он превращает корейскую кинематографию в самое интересное культурное явление в мире».
На вопрос журналистов о сравнении фильма «Олдбой» с фильмом Тарантино «Убить Билла» (который также участвовал в фестивале, но во внеконкурсной программе), Чхан Ук сказал следующее:

«Да, это фильмы о мести, но мы действительно подходим к ней с разных позиций. Тарантино трансформирует насилие в источник визуального наслаждения. Я же считаю, что насилие причиняет боль и насильнику, и жертве. Моя задача — протранслировать эту боль залу. Мститель, даже получая удовлетворение, все равно испытывает чувство вины — вот моя основная мысль. У Тарантино же месть превращается в чистое наслаждение».

## Саундтрек
Если в фильме «Сочувствие господину Месть» Пак Чхан Ук старался создать максимальный минимализм, то в «Олдбой» он хотел создать эстетику чрезмерности, поэтому в фильме присутствуют куски вальса, танго, техно. Музыка постоянно звучит в фильме, что означает «неуловимое время, которое течёт безостановочно». В некоторых сценах были использованы отрывки из концерта «Зима» цикла «Времена года» Антонио Вивальди. Композитор Чо Ён Ук, работающий над саундтреком к фильму, получил «Корейскую кинопремию» и «Большой колокол» за «Лучшую музыку».
| №   | Название                       | Длительность |
| --- | ------------------------------ | ------------ |
| 1.  | «Look Whos Talking»            | 1:41         |
| 2.  | «Somewhere In The Light»       | 1:29         |
| 3.  | «The Count Of Monte Cristo»    | 2:34         |
| 4.  | «Jailhouse Rock»               | 1:57         |
| 5.  | «In A Lonely Place»            | 3:29         |
| 6.  | «Its Alive»                    | 2:36         |
| 7.  | «The Searchers»                | 3:29         |
| 8.  | «Look Back In Anger»           | 2:11         |
| 9.  | «Four Seasons Concerto RV.297» | 3:07         |
| 10. | «Room At The Top»              | 1:36         |
| 11. | «Cries And Whispers»           | 3:32         |
| 12. | «Out Of Sight»                 | 1:00         |
| 13. | «For Whom The Bell Tolls»      | 2:46         |
| 14. | «Out Of The Past»              | 1:25         |
| 15. | «Breathless»                   | 4:22         |
| 16. | «The Old Boy»                  | 3:44         |
| 17. | «Dressed To Kill»              | 2:00         |
| 18. | «Frantic»                      | 3:28         |
| 19. | «Cul De Sac»                   | 1:32         |
| 20. | «Kiss Me Deadly»               | 3:57         |
| 21. | «Point Blank»                  | 0:28         |
| 22. | «Farewell My Love»             | 2:47         |
| 23. | «The Big Sleep»                | 1:34         |
| 24. | «The Last Waltz»               | 3:23         |

Алексей Мунипов (журнал «Премьер») о саундтреке к фильму: «Сложно писать об этом диске спокойно, не впадая в пафос и удерживаясь от криков „лучшая музыка к движущимся картинкам за последние …цать лет“. Тем не менее слова Квентина Тарантино об „Олдбой“ („абсолютный шедевр; подобные фильмы появляются раз в десять лет, не чаще“) в полной мере можно отнести и к работе Чо Ён Ука: столь конгениальной драматическому действию музыки давно не доносилось с экрана». «Возможно, голливудские кинокомпозиторы тоже смогли бы сочинить что-нибудь подобное — но для этого их следовало бы сперва на 15 лет усадить в комнату, лишенную окон».

## Отзывы
Большинство кинокритиков дали высокие оценки фильму в своих рецензиях. На сайте-агрегаторе Rotten Tomatoes фильм получил 81 % положительных отзывов на основе 151 рецензии.
- К. Тарханова, «Film.ru»: «Четкая трехчастная структура лишает длиннот два часа хронометража… Впервые на экране весь земной шарик со всеми его заморочками охвачен работой мозга, и это действительно гипноз — только уже для публики»[25].
- Роман Волобуев, «Ведомости»: «„Олдбой“ обладает необъяснимой сверхъестественной силой. От большинства сегодняшних фильмов, включая и своих лютых собратьев по „актуальному азиатскому кинематографу“, он отличается как поэзия отличается от прозы, как спирт от дистиллированной воды, как, в конце концов, жизнь от смерти»[26].
- Андрей Плахов, «Коммерсантъ»: «Фильм успевает вобрать в себя и любовную историю с фрейдистской начинкой, и парад жестокости с поеданием живого осьминога, и экзистенциальную мелодраму (забавно, что среди любимых режиссёров Пака Чхан Ука — Бергман и Тарковский)»[27].
- Ольга Феденкова, «Где»: «Фантастичен исполнитель главной роли Чхве Мин Сик: он способен вызвать жуткую неприязнь и сострадание одновременно, а именно этого режиссёр от него и требует. Удивителен саундтрек Чо Ён Ука с вальсом в качестве главной темы. Чрезвычайно удачен сценарий, в котором Восток прорастает Западом, переплетается с ним крепко-накрепко и в итоге мутирует в нечто, обладающее всеми признаками мультикультурности. Наконец, конгениален сам режиссёр, собравший все эти разрозненные фрагменты в единое целое»[28].
- Михаил Мюллер, «Premier»: «Один из немногих фильмов, который можно и нужно рекомендовать к просмотру всем категориям зрителей — даже тем, кто на дух не переносит юго-восточное кино, не терпит насилия и не переваривает живых осьминогов»[29]
- Василий Корецкий, «Timeout.ru»: «„Олдбой“ драма увлекательная, яростная и великолепная, независимо от того, существуют ли на свете догвилли и киллбиллы. По Уку, вырезать обидчиков хоть до десятого колена вполне допустимо, но совершенно бессмысленно»[30].
- Алекс Экслер, «Exler.ru»: «„Олдбой“ — один из самых сильных фильмов, который я увидел за последние несколько лет. Фильм вовсе не о мести как таковой. Главная тема — преступление и соответствующее наказание». «Чхве Мин Сик играет Дэ Су совершенно потрясающе. Почти никаких внешних эффектов, криков и воплей — только глаза, в которых виднеется весь перенесённый ужас и одновременно страх узнать то, чего он так добивается»[31].
- Рецензия сайта «cultcorp.ru»: «„Олдбой“ — это драгоценный сплав жестокости и нежности. Картина, которая почти наверняка обеспечит каждому зрителю мощный выброс адреналина»[32].
- Сайт обзоров «SQD.RU»: «Режиссура, надо сказать, не просто хороша, а как-то даже пугающе великолепна. Фильм Пака похож на молодую пантеру, чьим упругим изяществом продолжаешь восхищаться, даже когда пантера вовсю отгрызает тебе вторую ногу»[33].
- Наталья Рябчикова, «utro.ru»: «Это полный чёрного юмора и эстетского любования насилием фильм, в котором вся жестокость ситуации становится ясна только в самом конце. За жестокостью физической скрывается жестокость психологическая, которая оказывается куда страшнее»[34].
- Екатерина Барабаш, «ng.ru»: «Здесь режиссёр избежал схемы, точнее — схематизма. Он создал прочную, основанную на хорошей драматургии конструкцию, в которую вместил по максимуму и восточной брутальной экзотики, и восточной же метафоричности, и совершенно европейской прагматичности повествования». «В „Олдбой“ тот минимум слов, что мы слышим с экрана, строго подчинен действию, действие — сюжету, сюжет — режиссёрскому замыслу»[35].
- Иван Яковлев, «Кино-Правда.ком»: «„Олдбой“ знаменует вступление корейского кинематографа во всем его великолепии в новую эру. Паку Чхан Уку удалось перевести его из ранга занятной экзотики в положение полноправного участника мирового кинопроцесса, срезом которого и является Каннский фестиваль»[36].
- Роман Корнеев, «Kinokadr.ru»: «Одна проблема — в фильме так много всего, что разобраться во всех противоречиях, похоже, не удалось даже самому автору. Фильм то возвращается к детективному жанру (с уликами и понятыми), то превращается в психологический этюд, то действо виртуально, то снова обретает черты реальности. Искать в этих метаниях какой-то смысла надоедает ближе к середине»[37].
- Телеканал «Культура»: «Внимательный зритель обнаружит в этой ленте следы не только Дюма, но и знаменитого японского комикса и даже древнегреческой трагедии. Потому что „Олдбой“ — не только и не столько картина о мести, а скорее — о судьбе, и даже о роке в его античном понимании»[38].
- Станислав Никулин, «Kinomania.ru»: «Пак снял фильм, качество которого чувствуешь нутром. Магнетизм всего происходящего на экране зачастую не поддаётся холодному рациональному осмыслению. Баланс ужасного и смешного, страшного и абсурдного рождают чувство жизненной правды в жёстких границах кинематографической условности»[39].
- Антон Костылёв, «Газета.Ru»: «Мерно пульсирующий ритм, вдохновенный саундтрек, совершенно неожиданная и свежая боевая хореография и гениальный Чхве Мин Сик в главной роли любого упрямца в кинозале возьмут за ноздри»[40].
- Р. Винандс: «Здесь практически в каждой сцене скрывается какая-то неожиданность, в каждом диалоге — сюжетный поворот и в каждом персонаже — увлекательная тайна. Такие фильмы, как „Олдбой“, как бы берут зрителя за плечи и энергично его встряхивают. Словно штормовой вал обрушиваются они на зрительские кинопривычки и смывают все наслоения, образовавшиеся в сознании зрителей за годы потребления западного кино»[41].
- Ирина Любарская, «Телесреда»: «Режиссёрская работа здесь действительно хороша. Ради неё можно простить слишком всерьёз разыгранный сюжет одноимённого японского комикса-манги»[42].
- Антон Долин, «Газета. Ru»: «Сложность ознакомления с Old Boy для ряда зрителей заключается именно в этом — в зыбкости грани между гротеском и ужасом, насилием и комиксом, схематизмом и психологической игрой»[43].

## Награды и номинации

### Награды
- 2004 — Азиатско-тихоокеанский кинофестиваль
  - Лучший актёр — Чхве Мин Сик
  - Лучший режиссёр — Пак Чхан Ук
- 2004 — Ассоциация кинокритиков Бельгии
  - Гран-при жюри — Пак Чхан Ук
- 2004 — Международный кинофестиваль в Бергене
  - Приз зрительских симпатий
- 2004 — Премия «Голубой дракон»
  - Лучший актёр — Чхве Мин Сик
  - Лучший режиссёр — Пак Чхан Ук
  - Лучшая женская роль второго плана — Кан Хё Чжон
- 2004 — Премия британского независимого кино
  - Лучший иностранный независимый фильм
- 2004 — Каннский кинофестиваль
  - Гран-при жюри — Пак Чхан Ук
- 2004 — Премия «Большой колокол»
  - Лучший режиссёр — Пак Чхан Ук
  - Лучший актёр — Чхве Мин Сик
  - Лучший монтаж — Ким Сон Бом
  - Лучшая музыка — Чо Ён Ук
  - Лучший свет
- 2004 — Корейская кинопремия
  - Лучший фильм
  - Лучший режиссёр — Пак Чхан Ук
  - Лучший актёр — Чхве Мин Сик
  - Лучшая музыка — Чо Ён Ук
- 2004 — PaekSang Arts Awards
  - Лучшая новая актриса — Юн Чжин Со
  - Лучший актёр — Чхве Мин Сик
- 2004 — Премия кинокритиков Пусана
  - Лучший фильм
  - Лучшая актриса — Кан Хё Чжон
  - Лучший режиссёр — Пак Чхан Ук
  - Лучшая операторская работа — Чхун Чхун Хун
- 2004 — Кинофестиваль в Сиджесе
  - Лучший фильм
  - José Luis Guarner Critic’s Award
- 2004 — Международный кинофестиваль в Стокгольме
  - Приз зрительских симпатий
- 2004 — Director’s Cut Awards
  - Лучший режиссёр — Пак Чхан Ук
  - Лучший актёр — Чхве Мин Сик
  - Лучший продюсер — Ким Дон Чжу
- 2005 — Международный кинофестиваль в Бангкоке
  - Лучший режиссёр — Пак Чхан Ук
- 2005 — Гонконгская кинопремия
  - Лучший азиатский фильм
- 2006 — Ассоциация кинокритиков Остина
  - Лучший иностранный фильм

### Номинации
- 2004 — Каннский кинофестиваль
  - «Золотая пальмовая ветвь» — Пак Чхан Ук
- 2004 — Корейская кинопремия
  - Лучшая актриса — Кан Хё Чжон
  - Лучшая актриса второго плана — Юн Чжин Со
  - Лучшая операторская работа — Чхун Чхун Хун
  - Лучшая монтаж — Ким Сан Бом
  - Лучший звук
- 2004 — Премия Европейской киноакадемии
  - Лучший неевропейский фильм
- 2005 — Международный кинофестиваль в Бангкоке
  - Лучший фильм — Пак Чхан Ук
- 2005 — Премия «Выбор критиков»
  - Лучший иностранный фильм
- 2006 — Ассоциация кинокритиков Остина
  - Лучший фильм
- 2006 — Премия «Сатурн»
  - Лучший приключенческий фильм, боевик или триллер
- 2006 — Ассоциация онлайн-кинокритиков
  - Лучший иностранный фильм
- 2006 — Ассоциация кинокритиков Чикаго
  - Лучший иностранный фильм